# Erich Hürden
Erich Hürden, vlastním jménem Erich Rudolf Heinrich Hlavaček (22. srpna 1884 Vídeň – 27. dubna 1969 Obertrum am See), byl rakouský malíř a grafik.

## Životopis
Narodil se Vídni v rodině malíře a profesora Antona Hlaváčka.
Od roku 1917 do roku 1946 žil v Karlově Studánce, kde tvořil pod jménem Erich Hürden. Během svého pobytu bydlel v tzv. Terasovém domě (dnes Kamzíku). Vytvořil zde mnoho obrazů a grafických listů s motivy jesenické krajiny a zákoutí samotného města Karlovy Studánky. Vyzdobil rovněž mnohé interiéry, například v místním hotelu Hubertus, v kapli svaté Hedviky ve Vidlích a Památníku padlým v 1. Světové válce v Ludvíkově.
Po odsunu Němců, ke kterému došlo v roce 1946 a poté žil v obci Obertrum am See pod jménem Hlavacek a v roce 1969 zde i zemřel.